# Richard Král
Richard Král (* 16. Mai 1970 in Pardubice, Tschechoslowakei) ist ein ehemaliger tschechischer Eishockeyspieler, der über viele Jahre für den HC Oceláři Třinec und BK Mladá Boleslav in der tschechischen Extraliga aktiv war. Zuletzt spielte er vier Jahre für den polnischen Klub JKH GKS Jastrzębie in der Ekstraliga. Seit November 2023 ist er Cheftrainer beim BK Mladá Boleslav.

## Karriere
Richard Král begann seine Karriere im Nachwuchs von Tesla Pardubice und durchlief dort alle Nachwuchsmannschaften. Für Teslas Profimannschaft debütierte er während der Spielzeit 1988/89 in der höchsten Spielklasse der Tschechoslowakei, der 1. Liga. Am Ende der Saison gewann Tesla Pardubice die Tschechoslowakische Meisterschaft und Král absolvierte insgesamt drei Einsätze in der Spielzeit. In den folgenden Jahren etablierte er sich innerhalb der Mannschaft und erzielte in der letzten Spielzeit der 1. Liga, der Saison 1992/93, 34 Scorerpunkte in 33 Partien. In der ersten Spielzeit der neu gegründeten Extraliga gewann sein in HC Pardubice umbenannter Verein die Vizemeisterschaft. Zu diesem Erfolg trug Král 33 Tore bei, womit er gleichzeitig die Torjägerkrone der Liga gewann.
1995 wechselte Richard Král zum Wiener EV, kehrte aber vier Spielen nach Tschechien zurück und wurde vom HC Železárny Třinec unter Vertrag genommen. In den folgenden zehn Spielzeiten stand Král ausschließlich in Třinec unter Vertrag und wurde mit diesem Club 1997 erneut tschechischer Vizemeister. Zudem war er zweimal Topscorer der Extraliga und zweimal bester Vorlagengeber. Am 28. Oktober 2001 erzielte er sein 250. Tor in der Extraliga gegen den HC Litvínov. Nach zehn Jahren in Třinec entschied sich Král 2005 zu einem Wechsel zum HC Hamé Zlín, wo er bis 2006 spielte. Die Spielzeit 2006/07 begann er beim HC Lasselsberger Plzeň, bevor er vom BK Mladá Boleslav, der damals in der zweitklassigen 1. Liga spielte, unter Vertrag genommen wurde. Richard Král bekleidet zwischen 2006 und 2010 das Kapitänsamt beim BK Mladá Boleslav.
Am Ende der Spielzeit 2007/08 erreichte er mit seinem neuen Team den Aufstieg in die Extraliga, wo der Club seither spielt. Král erzielte in 15 Playoff-Partien 18 Scorerpunkte, wodurch er zudem als Playoff-Topscorer der 1. Liga ausgezeichnet wurde.
Zwischen 2010 und 2014 war er für den JKH GKS Jastrzębie in der polnischen Ekstraliga aktiv. Im März 2014 beendete er seine Karriere und wurde Nachwuchstrainer bei seinem Heimatverein.
Im Oktober 2015 übernahm er das Amt des Cheftrainers der Profimannschaft des HC Dynamo Pardubice, ehe er im Januar 2016 durch Peter Draisaitl ersetzt wurde. Anschließend arbeitete er wieder als Trainer der U20-Junioren des Clubs. Im Dezember 2018 wurde er Assistenztrainer der Profimannschaft, war anschließend wieder U20-Trainer, ehe er im  November 2020 erneut das Amt des Cheftrainers beim HC Dynamo Pardubice übernahm. Zur Saison 2022/23 wurde er erneut Assistenztrainer des Clubs, ehe er 2023 die zweite Mannschaft des Clubs übernahm und schließlich im November 2023 entlassen wurde. Quasi zeitgleich übernahm er das Traineramt beim BK Mladá Boleslav.

### International
Richard Král gehörte Anfang der 1990er Jahre zum erweiterten Kader der tschechoslowakischen Nationalmannschaft, kam aber bei keinem großen Turnier zum Einsatz. 1994 war er zunächst für die Weltmeisterschaft 1994 nominiert, wurde aber kurz vor dem Turnier aus dem Kader gestrichen. Aus Verärgerung über diesen Kaderschnitt verweigerte er in den folgenden Jahren jegliche Einladungen zu Spielen der Nationalmannschaft.
Erst 2002 absolvierte er wieder Spiele für sein Nationalteam bei zwei Turnieren der Euro Hockey Tour.

## Erfolge und Auszeichnungen
| - 1994 Tschechischer Vizemeister mit dem HC Pardubice - 1994 Bester Torschütze der Extraliga-Hauptrunde - 1997 Tschechischer Vizemeister mit dem HC Oceláři Třinec - 2000 Topscorer der Extraliga - 2000 Bester Vorlagengeber der Extraliga | - 2003 Topscorer der Extraliga - 2003 Bester Vorlagengeber der Extraliga - 2008 Topscorer der Playoffs der 1. Liga - 2008 Aufstieg in die Extraliga |

### International
- 1998 Goldmedaille bei der Streethockey-Weltmeisterschaft[5]

## Karrierestatistik
(Legende zur Spielerstatistik: Sp oder GP = absolvierte Spiele; T oder G = erzielte Tore; V oder A = erzielte Assists; Pkt oder Pts = erzielte Scorerpunkte; SM oder PIM = erhaltene Strafminuten; +/− = Plus/Minus-Bilanz; PP = erzielte Überzahltore; SH = erzielte Unterzahltore; GW = erzielte Siegtore; 1 Play-downs/Relegation; Kursiv: Statistik nicht vollständig)